# Động Gorham
Động Gorham là một hang động mực nước biển tự nhiên ở Gibraltar, Lãnh thổ hải ngoại thuộc Anh. Mặc dù không phải là một động biển nhưng nó thường bị nhầm lẫn là một. Đây được coi là một trong số những nơi cư trú cuối cùng được biết đến của người Neanderthal ở châu Âu. Tên của hang động này cũng được dùng để đặt cho quần thể hang động Gorham, một sự kết hợp của bốn hang động tạo thành một Di sản thế giới được UNESCO công nhận ở Gibranltar. Các hang động khác là một phần của quần thể này là động Vanguard, Hyaena và Bennett.
Nó nằm ở bãi biển Governor, trên mặt phía đông nam của Đá Gibraltar. Khi lần đầu tiên có người sinh sống khoảng 55.000 năm trước, nó nằm cách bờ biển khoảng 5 kilômét, nhưng do mực nước biển thay đổi, ngày nay nó chỉ cách Địa Trung Hải vài mét.

## Khám phá
Hang động được đặt theo tên của thuyền trưởng A. Gorham thuộc tiểu đoàn Súng hỏa mai Hoàng gia Munster số 2, người đã phát hiện ra nó vào năm 1907 khi mở một vết nứt ở mặt sau của một hang động biển. Gorham viết tên của mình và ngày khám phá của ông bằng muội đèn lên trên tường của hang động và từ đó nó đã mang tên của ông. Sau phát hiện này, có vẻ như các hang động đã bị lãng quên, ít nhất và chính thức ở mức nhà hang động học và sử học người Gibraltar George Palao đọc được dòng chữ trên tường động J. J. Davies 1943.

## Mô tả
Đây là một hang động đá vôi được hình thành từ kỷ Jura. Tổng chiều dài của hang động này là khoảng 100 mét và ở lối vào nó có chiều cao khoảng 35 mét. Bên trong hang trở nên hẹp hơn và xoay quanh góc khoảng 90 độ. Từ lối vào của hang động nhìn ra biển Alboran. Có thể trong quá trình nghiên cứu sâu hơn, hang sẽ trở nên dài hơn.